# Rhinolophus maendeleo
Rhinolophus maendeleo — вид рукокрилих родини Підковикові (Rhinolophidae).

## Поширення
Країни проживання: Танзанія. Цей погано відомий вид тільки був записаний в двох місцях в Танзанії на висоті до 1900 м над рівнем моря. Лаштує сідала в печерах і, швидше за все, пов'язаний з лісовим середовищем проживання.

## Загрози та охорона
Загрози для цього виду не відомі. Вид присутній в Mazumbai Forest Reserve.